# Inhibitori protonske pumpe
Inhibitori protonske pumpe jesu lijekovi za liječenje peptičkih bolesti kao što su gastritis, peptički ulkus i GERB.

## Mehanizam djelovanja
Iako su H2 blokatori umnogome poboljšali liječenje ulkusnih bolesti bilo je jasno da oni ne mogu najučinkovitije riješiti problem hipersekrecije HCl u želučanom soku. Naime, histamin nije jedini podražaj na lučenje HCl. Postoji više načina poticanja želučane sekrecije. Međutim, samo je jedan način izlučivanja HCl u lumen želuca i to preko protonske pumpe. U pitanju je transmembranski kotransporter na unutrašnjoj površini parijetalne stanice i okrenut je prema lumenu želuca. U enzimskom smislu to je ATP-aza (troši ATP), a glavna mu je svrha aktivni transport H+ iona iz parijetalnih stanica u lumen želuca i to nasuprot gradijentu koncentracije. Umjesto njegovog pozitivnog naboja ulazi kalijev ion koji kompenzira naboj. Zato se taj transporter naziva još i H+/K+- ATP-aza. Kalij se poslije prebacuje zajedno s kloridnim ionom natrag u lumen želuca tj. on samo cirkulira. Konačni neto promet je izlazak H+ i Cl-u lumen želuca, odnosno izlučivanje HCl. Ako bi blokirali taj ključni protein (bjelančevinu) nikakav podražaj ne bi mogao rezultirati izlučivanjem HCl. HCl nema alternativnog izlaza!
Inhibitori protonske pupme, Omeprazol, pantoprazol, rabeprazol, lansoprazol i esomeprazol,  blokiraju taj sustav ireverzibilno što znači da jednom blokirani enzim više ne može "odblokirati". Da bi ponovo mogla lučiti HCl parijetalna stanica mora sintetizirati novu protonsku pumpu. A za to treba vremena. Stoga je jasno da će takvi lijekovi biti vrlo uspješni za liječenje svih bolesti gdje je hipersekrecija (pretjerano izlučivanje) želučane sluznice problem. Trenutačno su inhibitori protonske pumpe najbolje rješenje za peptičke bolesti poput gastritisa i čira na želucu ili dvanaesniku.